# Cesta Myslivců (zbiornik)
Cesta Myslivců – sztuczny zbiornik wodny na prawym bezimiennym dopływu potoku Biřička w Czechach, położony na obszarze nowohradeckiego kompleksu leśnego na terenie miasta Hradca Králové.
Zbiornik został zbudowany w latach 2003–2004 na prawym bezimiennym dopływu potoku Biřička, który wpada do poniżej leżącego systemu stawów Biřička, Cikán, Datlík oraz Roudnička, i obejmuje powierzchnię 0,015 km². Jego podłoże geologiczne składa się z piasków i żwirów morenowych epoki holocenu z dolną nieprzepuszczalną warstwą iłów. Zaporą jest istniejąca droga leśna.
Ten obszar wody spełnia funkcje retencyjne oraz rekreacyjno-turystyczne. Ponadto ma służyć do zwiększenia przepływów letnich w potoku Biřička i poprawienia mikroklimatu okolicy. W ramach budowy zbiornika zostały na dopływu zrealizowane dobre warunki dla życia płazów oraz koryto potoku zostało gruntownie przekształcone poprzez budowę licznych meandrów, które są odpowiednie dla wielu roślin i zwierząt wodnych.
Pierwotny las składa się ze świerków i sosny zwyczajnej, które mieszają się z drzewami liściastymi. Po zakończeniu budowy zbiornika teren obsadzono sadzonkami dębu szypułkowego oraz olszy czarnej.

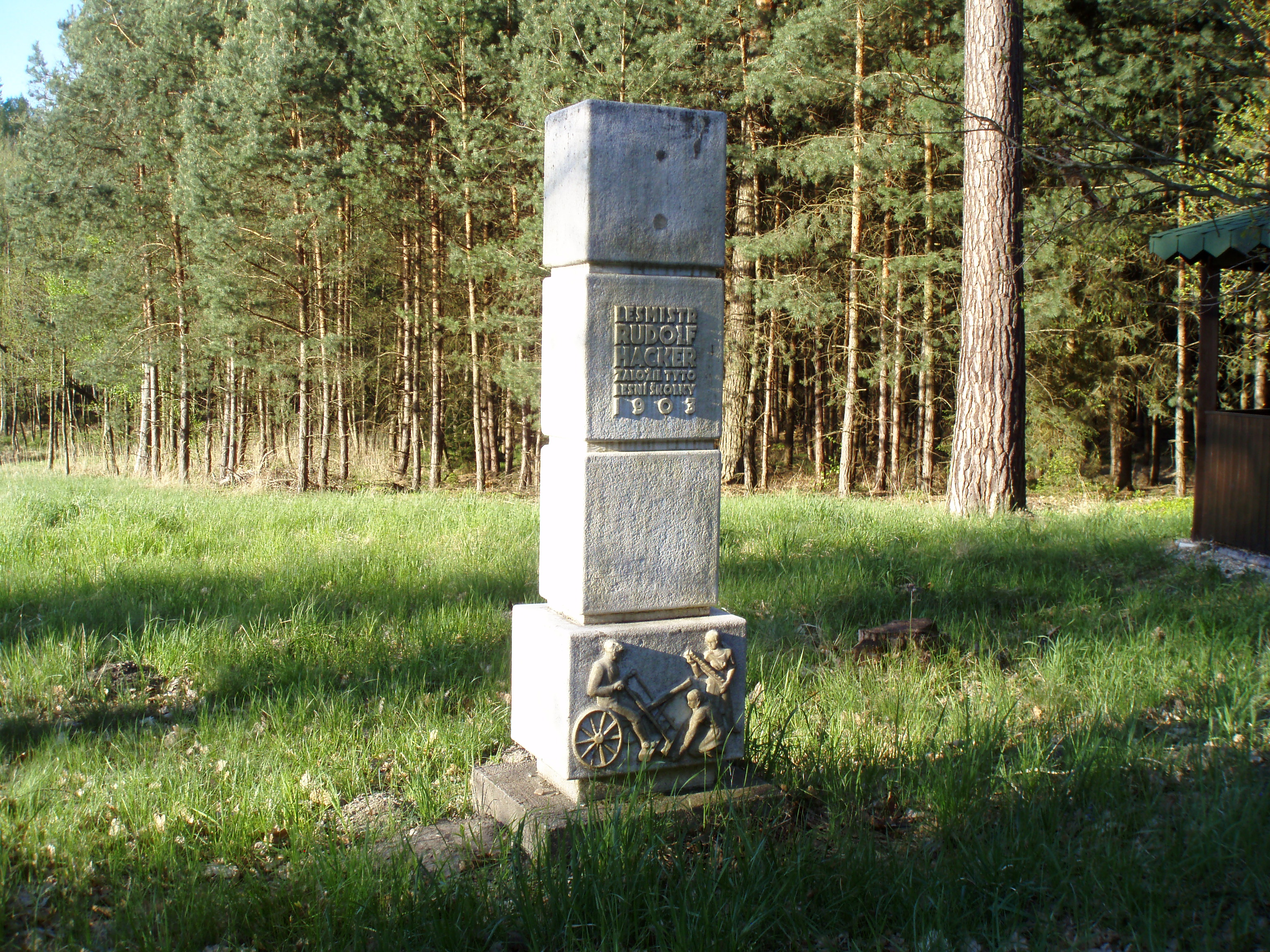
Pomnik upamiętniający leśnika Rudolfa Hackera

Od 2005 r. przy zbiorniku stoi biały pomnik upamiętniający leśnika Rudolfa Hackera. Pomnik powstał w studiu rzeźbiarza Josefa Škody (1901-1949) na Przedmieściu Śląskim, w 1930 r. umieszczono pomnik w Hackerowej Szkółce Drzew i Krzewów Leśnych na Pouchovie, następnie w 1950 r. został przeniesiony do ogrodu jego byłej willi, w 1970 r. na cmentarz pouchovski, a następnie do lasów przy zbiorniku.